# Верстатобудівельник (Одеса)
Мікрорайон «Верстатобудівельник» — назва одно-багатоповерхового житлового району міста Одеси, який розташований у північній частині Бугаївки.

## Історія
Ще у ХІХ ст. на півдні Бугаївки був розташований хутір командора Ліпінського, який ближче до кінця ХІХ ст. був забудований простими одноповерховими будинками. На початку 1950-х років нижче хутора Ліпінського було споруджено двоповерхове селище заводу Радіально-свердлильних верстатів. Сам завод був розташований неподалік у перетину Середньої та Бугаївської вулиць. У пізні Радянські часи подібні райони з житловим фондом малої щільності та цінності розглядалися як перспективна територія для багатоповерхового будівництва. Рішенням Міського виконкому  від 11.11.1989 р. № 392 «Об утверждении генерального плана застройки мкр. “Станкостроитель” /Бугаёвка/, согласовании 1-й очереди застройки и отводе земельного участка под застройку 1-й очереди" на території у північній частині Бугаївки був утворений мікрорайон "Верстатобудівельник". Таким чином старе заводське селище припускалося перетворити у мікрорайон багатоповерхової житлової забудови для працівників Верстатобудівного виробничого об'єднання. Існуюча забудова хутора Ліпінського також повинна була бути знесеною.
Перші будинки почали споруджувати у 1989 році, але Радянський союз проіснував після утворення мікрорайону лише декілька років і тому впродовж 1990-х років було лише споруджено декілька будівель в глибині кварталу поза двоповерховим робітничим селищем 1950-х років. Таким чином більша частина забудови хутора Ліпінського залишилася, також по фронту Бугаївської вулиці збереглися двоповерхові будинки селища Радіально-Свердлильних верстатів.
У 2007 році Міська рада розглядала намір про продовження розбудови мікрорайону, припускалося спорудження дитячого садка за рахунок забудовника, але плани по забудові не були реалізовані.

## Архітектура
Будинки даного мікрорайону мають 9 - 14 поверхів і споруджені з цегли. Ближче до залізничної лінії споруджено три дев'ятиповерхові будинки проектів серії 87. Проекти інших будинків є індивідуальними. Авторами прив'язки типових проектів та авторами індивідуальних проектів будинків 1989 - 1994 років є архітектор Діпрокомунбуду Герасименко В. М., фахівці КБ Одеського верстатобудівного об'єднання: арх. А. В. Будикін, арх. В. Г. Финько,  інж. Г. Л. Бендерський, інж. І. Ю. Рейзін.